# Slovenië op de Olympische Jeugdwinterspelen 2012
Slovenië was een van de landen die deelnam aan de Olympische Jeugdwinterspelen 2012 in Innsbruck, Oostenrijk.

## Medailleoverzicht
| Sport                               | Olympiër                                | Onderdeel            | Medaille |
| ----------------------------------- | --------------------------------------- | -------------------- | -------- |
| Schansspringen                      | Anze Lanisek                            | individueel (m)      | Goud     |
| Alpineskiën                         | Miha Hrobat                             | super combinatie (m) | Zilver   |
| Langlaufen                          | Anamarija Lampic                        | 5 km klassiek (v)    | Zilver   |
| Noordse combinatie / Schansspringen | Ursa Bogataj Anze Lanisek Luka Pintaric | gemengd team         | Zilver   |
| Snowboarden                         | Tim-Kevin Ravnjak                       | half-pipe (m)        | Zilver   |
| Langlaufen                          | Lea Einfalt                             | 5 km klassiek (v)    | Brons    |
| Schansspringen                      | Ursa Bogataj                            | individueel (v)      | Brons    |

## Deelnemers en resultaten
(m) = mannen, (v) = vrouwen 

### Alpineskiën
| Olympiër                                                              | Onderdeel           | Resultaat | Prestatie                           |
| --------------------------------------------------------------------- | ------------------- | --------- | ----------------------------------- |
| Stefan Hadalin                                                        | super g (m)         | -         | - (DNF )                            |
| Stefan Hadalin                                                        | supercombinatie (m) | 7e        | 1.42,67 (+2,22) (1.04,64, 38,03)    |
| Stefan Hadalin                                                        | reuzenslalom (m)    | 17e       | 1.57,48 (+5,78) (59,27, 58,21)      |
| Stefan Hadalin                                                        | slalom (m)          | 5e        | 1.20,73 (+2,37) (41,01, 39,72)      |
| Miha Hrobat                                                           | super g (m)         | -         | - (DNF)                             |
| Miha Hrobat                                                           | supercombinatie (m) | Zilver    | 1.41,12 (+0,67) (1.03,39, 37,73)    |
| Miha Hrobat                                                           | reuzenslalom (m)    | -         | - (-) (56,95, DSQ)                  |
| Miha Hrobat                                                           | slalom (m)          | -         | - (-) (DNF, -)                      |
|                                                                       |                     |           |                                     |
| Sasa Brezovnik                                                        | super g (v)         | -         | DNF (-)                             |
| Sasa Brezovnik                                                        | supercombinatie (v) | 11e       | 1.43,48 (+2,66) (1.06,85, 36,63)    |
| Sasa Brezovnik                                                        | reuzenslalom (v)    | 10e       | 1.59,17 (+3,04) (59,26, 59,91)      |
| Sasa Brezovnik                                                        | slalom (v)          | 9e        | 1.26,05 (+6,29) (46,93, 39,12)      |
| Claudia Seidl                                                         | super g (v)         | 20e       | 1.09,92 (+4,14)                     |
| Claudia Seidl                                                         | supercombinatie (v) | 28e       | 2.09,63 (+28,81) (1.08,44, 1.01,19) |
| Claudia Seidl                                                         | reuzenslalom (v)    | 20e       | 2.01,78 (+5,65) (1.01,07, 1.00,71)  |
| Claudia Seidl                                                         | slalom (v)          | 11e       | 1.26,50 (+6,74) (45,75, 40,75)      |
|                                                                       |                     |           |                                     |
| Team Slovenië Claudia Seidl Stefan Haladin Sasa Brezovnik Miha Hrobat | teamwedstrijd       | 5e-8e     | 1/4F: 2-2 45,95/45,55 Frankrijk     |

### Biatlon
| Olympiër                                           | Onderdeel                 | Resultaat | Prestatie                                                                                             |
| -------------------------------------------------- | ------------------------- | --------- | --- |
| Miha Dovzan                                        | 7,5 km sprint (m)         | 17e       | 21.10,2 (+1.48,5) pen.: 3 (0+3)                                                                       |
| Miha Dovzan                                        | 10 km achtervolging (m)   | 5e        | +1.21,3 pen.: 1 (1+0+0+0)                                                                             |
| Vid Zabret                                         | 7,5 km sprint (m)         | 21e       | 21.39,3 (+2.17,6) pen.: 3 (1+2)                                                                       |
| Vid Zabret                                         | 10 km achtervolging (m)   | 35e       | +6.08,7 pen.: 9 (3+3+2+1)                                                                             |
|                                                    |                           |           | |
| Anthea Grum                                        | 6 km sprint (v)           | 41e       | 21.51,7 (+4.24,0) pen.: 6 (3+3)                                                                       |
| Anthea Grum                                        | 7,5 km achtervolging (v)  | 31e       | +8.20,7 pen.:3 (0+1+1+1)                                                                              |
| Eva Urevc                                          | 6 km sprint (v)           | 28e       | 20.15,8 (+2.48,1) pen.: 6 (2+4)                                                                       |
| Eva Urevc                                          | 7,5 km achtervolging (v)  | 25e       | +7.54,4 pen.:10 (2+2+2+4)                                                                             |
| Eva Urevc Anthea Grum Vid Zabret Miha Dovzan       | gemengde estafette        | 11e       | 1:18.07,6 (+7.00,8) (0+8 2+9) 19.13,7 (0+3 2+2) 18.42,5 (0+2 0+2) 20.32,4 (0+3 0+2) 19.39,0 (0+0 0+3) |
| Eva Urevc Anamarija Lampic Miha Dovzan Miha Simenc | biatlon/langlaufestafette | 16e       | 1:10.10,0 (4+9) 22.46,1 (1+3 3+3) 10.42,0 23.30,2 (0+2 0+1) 13.11,7                                   |

### Freestyleskiën
| Olympiër      | Onderdeel     | Resultaat | Prestatie                          |
| ------------- | ------------- | --------- | ---------------------------------- |
| Monika Loboda | half pipe (v) | 9e        | niet gekwalificeerd voor de finale |

### IJshockey
| Olympiër     | Onderdeel | Resultaat | Prestatie                                |
| ------------ | --------- | --------- | ---------------------------------------- |
| Primoz Cuvan | (m)       | 5e        | 18 punten (kwalificatie: 5e (14 punten)) |
|              |           |           |                                          |
| Ursa Pazlar  | (v)       | 15e       | kwalificatie: 0 punten                   |

### Langlaufen
| Olympiër                                           | Onderdeel                 | Resultaat | Prestatie                                                           |
| -------------------------------------------------- | ------------------------- | --------- | ------------------------------------------------------------------- |
| Miha Simenc                                        | 10 km klassiek (m)        | 7e        | 30.30,9 (+1.02,1)                                                   |
| Miha Simenc                                        | sprint (m)                | 12e       | halve finale                                                        |
| Matic Slabe                                        | 10 km klassiek (m)        | 22e       | 31.55,2 (+2.26,4)                                                   |
| Matic Slabe                                        | sprint (m)                | 37e       | kwalificatie                                                        |
|                                                    |                           |           |                                                                     |
| Lea Einfalt                                        | 5 km klassiek (v)         | Brons     | 15.01,2 (+43,2)                                                     |
| Lea Einfalt                                        | sprint (v)                | 6e        | finale                                                              |
| Anamarija Lampic                                   | 5 km klassiek (v)         | Zilver    | 14.37,7 (+19,7)                                                     |
| Anamarija Lampic                                   | sprint (v)                | 4e        | finale                                                              |
|                                                    |                           |           |                                                                     |
| Eva Urevc Anamarija Lampic Miha Dovzan Miha Simenc | biatlon/langlaufestafette | 16e       | 1:10.10,0 (4+9) 22.46,1 (1+3 3+3) 10.42,0 23.30,2 (0+2 0+1) 13.11,7 |

### Noordse combinatie
| Olympiër      | Onderdeel     | Resultaat | Prestatie                                                        |
| ------------- | ------------- | --------- | ---------------------------------------------------------------- |
| Luka Pintaric | Gundersen (m) | 10e       | schansspringen: 72,5 m - 125,8 p. (6e +0.47) langlaufen: +2.59,4 |

### Schansspringen
| Olympiër                                              | Onderdeel                                        | Resultaat | Prestatie                                                            |
| ----------------------------------------------------- | ------------------------------------------------ | --------- | -------------------------------------------------------------------- |
| Anze Lanisek                                          | individueel (m)                                  | Goud      | 286,1 ptn. (81,0 m en 79,0 m)                                        |
|                                                       |                                                  |           |                                                                      |
| Ursa Bogataj                                          | individueel (v)                                  | Brons     | 239,3 ptn. (71,5 m en 71,5 m)                                        |
|                                                       |                                                  |           |                                                                      |
| Team Slovenië Ursa Bogataj Luka Pintaric Anze Lanisek | gemengd team noordse combinatie / schansspringen | Zilver    | 262,5 + 348,0 = 610,5 pnt. 073,8 + 104,7 086,9 + 106,7 101,8 + 136,6 |

### Skeleton
| Olympiër | Onderdeel | Resultaat | Prestatie |
| -------- | --------- | --------- | --------- |
| Eva Vuga | meisjes   | 8e        | 59,89     |

### Snowboarden
| Olympiër          | Onderdeel      | Resultaat | Prestatie                                                           |
| ----------------- | -------------- | --------- | ------------------------------------------------------------------- |
| Jan Kralj         | halfpipe (m)   | 6e        | Finale: 6e (75.00) Halve finale: 3e (76.00) QF Serie: 4e (69.00) QS |
| Jan Kralj         | slopestyle (m) | 4e        | Finale: 4e (85.25) Serie: 5e (73.75) Q                              |
| Tim-Kevin Ravnjak | halfpipe (m)   | Zilver    | Finale: 2e (86.75) Serie: 1e (93.00) QF                             |
| Tim-Kevin Ravnjak | slopestyle (m) | 15e       | Finale: 15e (41.75) Serie: 6e (73.25) Q                             |